# Román ábécé
A román nyelv ma a latin írást használja. 1860-ig (Moldovában 1989-ig) a románt cirill betűkkel írták, ekkor váltottak a ma is használt ábécé elődjére, melyet az olasz helyesírás alapján alakítottak ki. Erdélyben volt egy sajátos latin írású változata, mely az akkori magyar helyesíráson alapult.
A mai román ábécé a következő 31 betűből áll:
A q, w, y betűket csak idegen eredetű nevekben és még meg nem honosodott idegen szavakban használják (például quasar, watt, yacht). Ezek csak 1982 óta részei az ábécének. Bár régebben használják, de a k is igen ritka, általában nemzetközi szavakban található meg, mint pl. kilogram, broker, karate, Kelvin.
Az [ʃ] és a [t͡s] hang  helyesen Ș, illetve Ț betűvel írandó, vesszővel alattuk, nem a francia Ç alatti diakritikus jellel, de a számítógép-használat hatásaként az a Ş és a Ţ terjedőben van.

## A betűk nevei
Egyes mássalhangzók nevének két változata van, másokénak három:
- a latin ábécé betűinek általánosan ismert neve, ami a magyar nyelvben is használatos, például b (be), f (ef)
- a „romános” nevek, î-vel minden mássalhangzó után, például b (bî), f (fî)
- Az 1982-ben elfogadott normák szerint minden mássalhangzó nevében (a h-n és a q-n kívül) e volt a magánhangzó után, például b (be), f (fe).

A legutóbb elfogadott normák megengedik mind a háromféle betűnevet. Ezek szerint, a román ábécé betűinek nevei a következők:

## Mellékjeles betűk
A román ábécé öt mellékjeles betűt tartalmaz, melyek közül egyen căciulă vagy brevis ( ˇ ) található: ă; kettőn circumflex vagy tetős ékezet ( ˆ ) van: â, î (ezek hangértéke is ugyanaz); valamint kettő alatt virgulița vagy vessző látható: ș, ț. A többi latin írású európai nyelvhez hasonlóan a román írás sem tesz pontot a nagybetűs i-re és j-re: I, J.
A latin betűs idegen tulajdonneveket általában az eredeti formában írják (pl. (München, Angoulême), de akadnak kivételek is (pl. Istanbul İstanbul helyett, Bogota Bogotá helyett).
Nyelvészeti könyvekben, szótárakban előfordulhatnak éles ékezettel ellátott magánhangzók. Ezek az ékezetek hangsúlyt jelölnek, esetenként két azonos alakú, de eltérő hangsúlyú szavakat is megkülönböztethetnek: éra „korszak” – erá „volt (múlt idő)”, ácele „a tűk” – acéle „azok”. A mindennapokban ezek az ékezetek nem használatosak.

## Azâésîbetűk

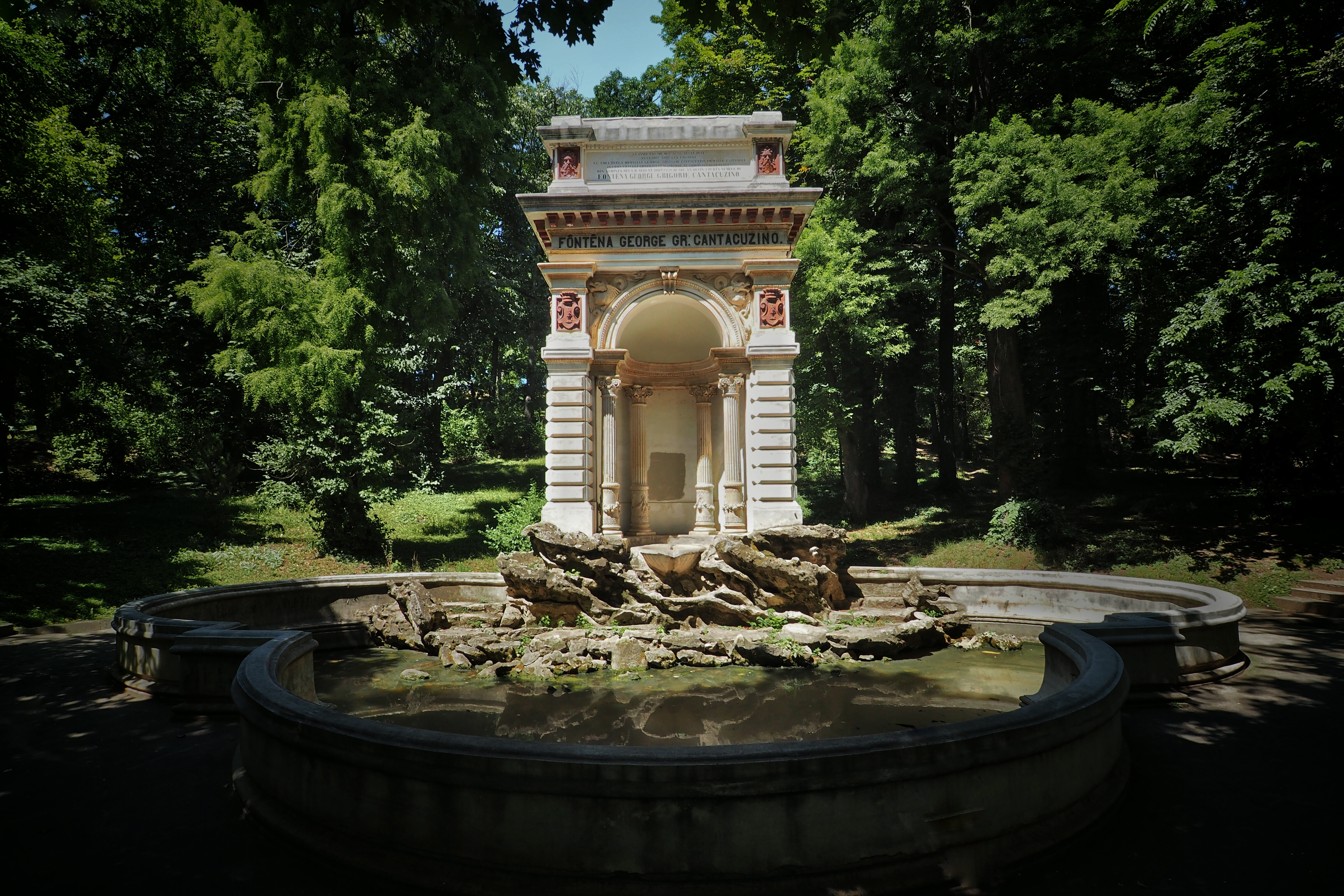
1870-ben épült kút. A Fôntêna felirat mai helyesírással "Fântâna" lenne.

Az â és î betűk ugyanazt a hangot jelölik ([ɨ]), de eltérő fejlődés eredményeként. A jelenlegi hivatalos helyesírás szerint az â csak szó közben, az î pedig a szó elején és végén található. Kiejtésük nagyjából az "ü" és "i" betűk között van. Szinte megegyezik az orosz jeri (ы) betűével.
A nyelvfejlődés során az egyes latin hangokból kialakult /ɨ/ hangot különféleképpen jelölték, leggyakrabban az eredeti latin hang írásjele fölé tett kalapos ékezettel (â, ê, î, û), például: ânger (latin angelus, „angyal”) – ma înger, vênt (latin ventus, „szél”) – ma vânt, rîde (latin ridet, „mosoly”) – ma râde, adûnc (latin aduncus, „penge”) – ma adânc. Az 1904-es reform során ebből csak a ma is használt â és î maradt meg, de ezek használata is változott az idők során.
A második világháborúig az î-t szó elején és végén, míg az â-t csak szó belsejében használták. Ez alól kivétel volt, hogy a ragozott és képzett szavak megtartották eredeti írásmódjukat, tehát a szóvégi î nem változott â-vé ragozás vagy képzés közben: urî „utál” – urît „csúnya”.
1953 után csak az î-t használták minden helyzetben, még nevekben is, pl.: Romînia „Románia”. 1964-ben egy kisebb helyesírási reform visszaállította az â használatát, de csak a român szóban és származékaiban, valamint néhány névben, pl. Brâncuși.
A rendszerváltás után, 1993-ban visszaállították az 1953 előtti rendszert, néhány kis különbséggel. Ma ezt a hangot szó elején és végén î-vel, míg szó belsejében â-val kell írni. Ez alól kivétel csak összetett szavak esetében van (ne- + îndemânatic „ügyes” → neîndemânatic „ügyetlen”, és nem *neândemânatic). Ugyanekkor a régi szabállyal ellentétesen, a ragozott, képzett szavakban az íráskép megváltozik: urî „utál” – urât „csúnya”. Még egy fontos változás, hogy az a fi ige egyes szám első személyű és többes szám harmadik személyű alakját a régi *sînt helyett ma sunt alakban írjuk. Ezeket a változásokat azzal magyarázzák, hogy így a román helyesírás etimológiailag közelebb kerül a latin nyelvhez, ezzel szemben sokkal több olyan latin eredetű szó van, amelyek az 1993 előtti ortográfiával állnak közelebb a latin gyökerükhöz, pl.: *rîu (latin rivus „folyó”) – ma râu, *rîde (latin ridere „nevetni”) – ma râde, *sîn (latin sinus „öböl”) – ma sân,*strînge (latin stringere „gyűjteni”) – ma strânge, *lumînare (latin luminaria „fény”) – ma lumânare stb.
A mai napig vannak olyan kiadók, melyek nem hajtották végre műveikben az 1993-as helyesírási reformot, illetve saját szabályrendszert dolgoztak ki az [ɨ] hang írására. A hivatalos szótárak, nyelvi kiadványok azonban általában alkalmazzák az új szabályokat.

## Azșés ațbetűk

A románban a felső sorban lévő, vesszős betűk a megfelelőek, bár az alsó, cedillás változat is előfordul nyomdatechnikai hiányosságok miatt

Az ș és a ț betűk vesszőt tartalmaznak mellékjelként. Az új mellékjeles betűket Petru Maior javasolta először a román helyesírás számára 1825-ben. Használatukat megnehezíti, hogy könnyen összekeverhetők a cedillát tartalmazó betűkkel (ş, ţ). Az ș és a ț a Román Akadémia kérésére bekerült az Unicode szabvány 3. kiadásába. Magyar megfelelőjük: ș-nek az „s”, ț-nek a „c”.
Sajnos a számítógépeken eleinte csak a cedillás verzió volt elérhető, ezért ez a betűváltozat igen elterjedtté vált a mindennapi használatban. Csak a Windows Vista, a 2005-nél később kiadott Linux és MacOS verziók kezdték el támogatni a szabályos vesszős változatokat. Románia EU-ba történt belépésével viszont már a szabályos formák váltak kötelezővé, ezért pl. a Microsoft is kénytelen volt lecserélni a régebbi rendszerein (pl. Windows XP) található betűtípus-állományait is a szabványos betűket tartalmazóra.

## Elhagyott betűk
Az 1904-es helyesírásreformmal a következő betűket hagyták el az ábécéből:
- ḑ – A t – ț pároshoz hasonlóan létezett egy d – ḑ (a d alatt egy vesszővel) páros is, jelenleg a z helyettesíti, hiszen ezzel egyenértékű volt a hangértéke. Ez a betű jelezte, hogy az adott szóban a [z] hang az a latin /d/-ből származik: *ḑi (latin dies „nap”) → zi, *ḑână („tündéri” latin eredete a Diana név) → zână.
- é – Olyan régi e betűt jelez, amelynek a kiejtése megfelelt a mai ea kettőshangzónak. Mai megfelelője e, ea, ia lehet. Gyakran azt is jelezte, hogy az adott hang a latin e-ből származott. Példák: *acéste → aceste „ezek”, *mirésă → mireasă „menyasszony” (a latin mire-ből), *ér → iar „valamint”.
- ĕ – Hasonlóan az â/î párhoz, az ĕ az ă-val állt párban, kiejtésük egyforma volt, egyedül az eltérő hangfejlődés különböző voltát jelezte, ma ă áll helyette: *împĕrat → împărat „császár”, *păsĕri → păsări „madarak”.
- ĭ – Olyan félhangzós i-t jelölt, ami a román nyelvben kettőshangzókban és hármashangzókban szerepel, valamint a szó végén általában mássalhangzók után található, és meglágyítja a megelőző mássalhangzót ([ʲ]). A cirill ь átírásaként jött létre, jelenleg egyszerű i helyettesíti (lágyítójel): *grecĭ → greci, *lupĭ → lupi, *Bucurescĭ → București. Azzal, hogy ezt a betűt egyszerű i-vel helyettesítették, az i kiejtése nagymértékben megnehezült, még anyanyelvi beszélők is hibáznak olyan neveknél, mint Pecica [ˈpet͡ʃʲ.ka] vagy Mavrogheni [mavroˈɡeni].
- ó – Olyan félhangzós o betűt jelez, amelynek kiejtése megfelelt a mai oa kettőshangzónak. Mai megfelelője is oa. Ez a betű azt is jelezte, hogy az adott román hang eredetije a latin nyelvben is o volt. Példák: *popóre → popoare „emberek” (a latin popor-ból, *fórte → foarte „nagyon” (a latin forte-ből), *fóme → foame „éhség”.
- ŭ – Jelenleg nincs helyettesítője, csak szó végén állhatott, és azt jelezte, hogy az előtte álló i tisztán ejtendő, nem félhangzóként: *Mateiŭ → Matei. Ugyanekkor előfordult más magánhangzók után is, ilyenkor félhangzós u-ként [w] hangzott, ma egyszerű u-t írunk helyette:  *Hasdeŭ → Hasdeu.

## Moldovai változat
A nyelv Moldovában, a Szovjetunió idején használatos változatát cirill betűkkel írták (Moldáv ábécé). A rendszerváltás után Moldovában is a latin írás lett a hivatalos, néhány apró különbséggel (például az â és î betűk használata más: Romániában mindkettőt használják, Moldovában pedig csak az î-t, az â csak a Român szóban és származékaiban, valamint egyes nevekben használatos), bár ez a szabályozás sem teljesen egyértelmű: a gyakorlatban mind a két változat létezik, egyes újságok az â-t, mások az î-t alkalmazzák. A helységneveket azonban egységesen a régi szabályozás szerint írják (például Hîncești).
2005-ben a Moldovai Akadémia is elfogadta a Román Akadémia 1993-as helyesírásreformját, azóta a két nyelv helyesírása elvileg egységes. Egyes kiadványok azonban továbbra is eltérhetnek a hivatalos szabályozástól.

## Bevitel

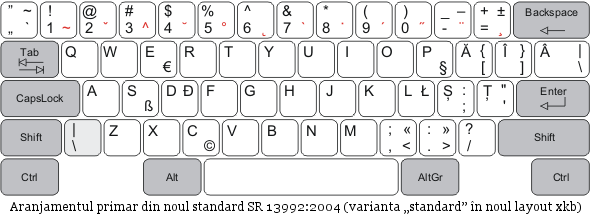
Román billentyűzetkiosztás

Magyar billentyűzetről a következőképpen lehet bevinni a betűket (Windows):
| Kisbetű | Billentyűkombináció | Nagybetű | Billentyűkombináció |
| ------- | ------------------- | -------- | ------------------- |
| ă       | Alt Gr+4, A         | Ă        | Alt Gr+4, Shift+A   |
| â       | Alt Gr+3, A         | Â        | Alt Gr+3, Shift+A   |
| î       | Alt Gr+3, I         | Î        | Alt Gr+3, Shift+I   |

Az alábbi betűk csak Unicode karakterként vihetők be:
| Betű | Unicode |
| ---- | ------- |
| Ș    | U+0218  |
| ș    | U+0219  |
| Ț    | U+021A  |
| ț    | U+021B  |

## Fonetikus ábécé
A NATO fonetikus ábécé román megfelelője főként román neveket tartalmaz, kivéve a K, J, Q, W, Y, Z betűknél. A mellékjeles betűket (Ă, Â, Î, Ș, Ț) általában a mellékjel nélküli változataikkal (A, A, I, S, T) helyettesítik.
|   | Név        | IPA              |   |         | Név          | IPA |
| A | Ana        | /ˈa.na/          | N | Nicolae | /ni.koˈla.e/ |     |
| B | Barbu      | /ˈbar.bu/        | O | Olga    | /ˈol.ɡa/     |     |
| C | Constantin | /kon.stanˈtin/   | P | Petre   | /ˈpe.tre/    |     |
| D | Dumitru    | /duˈmi.tru/      | Q | Q       | /kju/        |     |
| E | Elena      | /eˈle.na/        | R | Radu    | /ˈra.du/     |     |
| F | Florea     | /ˈflo.re̯a/       | S | Sandu   | /ˈsan.du/    |     |
| G | Gheorghe   | /ˈɡe̯or.ɡe/       | T | Tudor   | /ˈtu.dor/    |     |
| H | Haralambie | /ha.raˈlam.bi.e/ | U | Udrea   | /ˈu.dre̯a/    |     |
| I | Ion        | /iˈon/           | V | Vasile  | /vaˈsi.le/   |     |
| J | Jiu        | /ʒiw/            | W | dublu V | /du.bluˈve/  |     |
| K | kilogram   | /ki.loˈɡram/     | X | Xenia   | /ˈkse.ni.a/  |     |
| L | Lazăr      | /ˈla.zər/        | Y | I grec  | /ˈi.ɡrek/    |     |
| M | Maria      | /maˈri.a/        | Z | zahăr   | /ˈza.hər/    |     |